# Michel Issindou
Michel Issindou est un homme politique français, membre du Parti socialiste. Il est né le 12 juillet 1952 à Cahors dans le Lot.

## Biographie
Alors qu'il est maire de Gières entre 1997 à 2012, il est élu en 2007 député de la deuxième circonscription de l'Isère face à Christine Savoureux de l'Union pour un mouvement populaire avec 60,33 % des voix. En 2012, il est réélu député de la deuxième circonscription de l'Isère face Magalie Vicente de l'Union pour un mouvement populaire avec 65,35 % des voix. Il démissionne de sa fonction de maire après ce succès en vertu de la règle de non-cumul des mandats que se sont donnée les députés socialistes. 
Il était membre et secrétaire de la commission des affaires sociales pendant ses mandats de députés. Représentant son parti au sein de la Commission parlementaire sur la gestion du H1N1, il reproche le 12 janvier 2010, à la ministre de la santé, Roselyne Bachelot, que la France dispose d’autant de masques ne servant à rien selon lui.
Il ne se représente pas lors des élections législatives françaises de 2017 et n'exerce plus aucun mandat politique à compter du 20 juin 2017.

## Détail des fonctions et des mandats
Mandats locaux
- 11 juin 1995 – 18 mars 2001 : Conseiller municipal de Gières
- 11 juin 1995 – 6 mars 1997 : Adjoint au maire de Gières
- 6 mars 1997 – 18 mars 2001 : Maire de Gières
- 19 mars 2001 – 9 mars 2008 : Maire de Gières
- 9 mars 2008 – 1er octobre 2012 : Maire de Gières
- 11 mars 2001 – 16 mars 2008 : Vice-président de la Communauté d'agglomération Grenoble Alpes Métropole

Mandat parlementaire
- 17 juin 2007 – 20 juin 2017 Député de la 2e circonscription de l'Isère

Autres fonctions
- Vice-président de la Métro chargé de l’intercommunalité, du projet d’agglomération et des relations avec les communes
- Président du SMTC en succédant à Marc Baietto du 10 mai 2010 au 20 janvier 2014
- Président du groupe PASC (socialistes et apparentés de la Métro)
- Président de la mission locale Sud-Isère
- Président de OCELLIA Santé-Social